# Abraham Pieter Kostense

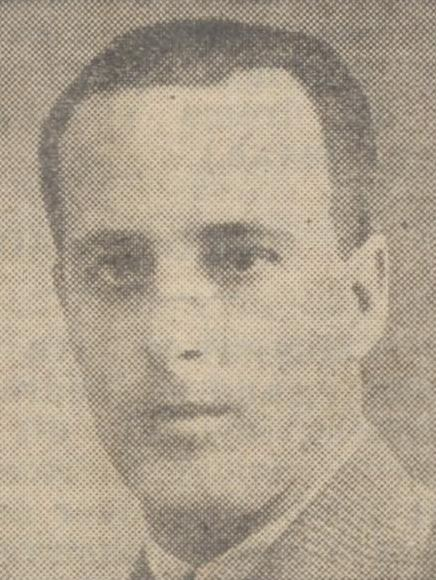
A.P. Kostense (1935)

Abraham Pieter Kostense (Biervliet, 16 maart 1904 – Terneuzen, 5 mei 1992) was een Nederlands politicus.
Hij werd geboren als zoon van Cornelis Kostense (1873-1952; bakker en later gemeente-ontvanger) en Adriana Jacoba van der Linde (1876-1950). A.P. Kostense begon zijn ambtelijke loopbaan als volontair bij de gemeentesecretarie van Biervliet. Enige tijd later werd hij daar ambtenaar ter secretarie. Begin 1933 ging P.W. Maarleveld, burgemeester-secretaris van Biervliet, met pensioen waarna W.P. Verplanke burgemeester werd en Kostense gemeentesecretaris. Nadat Verplanke midden 1935 overleden was, volgde Kostense hem op als burgemeester van Biervliet. Rond mei 1944 werd hij ontslagen maar na de bevrijding keerde hij terug in zijn oude functie. In april 1969 ging hij daar met pensioen. Wethouder G.A. Claeys zou daarna diens functie waarnemen tot Biervliet een jaar later opging in de gemeente Terneuzen. In 1992 overleed Kostense op 88-jarige leeftijd.
- Virtual International Authority File: 26151715649013781459
- WorldCat: E39PBJhmQHFhmVQPgdcfYMT8md